# Атлетика на Летњим параолимпијским играма 2016 — 400 метара за жене Т12
Трка на 400 метара у класи 12 за жене, била је једна од 29 дисциплина атлетског програма на Летњим параолимпијским играма 2016. у Рио де Жанеиру, Бразил. Такмичење је одржано 15. и 17. септембра на Олимпијском стадиону Жоао Авеланж.

## Земље учеснице
Учествовало је 10 такмичарки из 9 земаља.
1. Азербејџан (1)
2. Венецуела (1)
3. Кина (1)
4. Куба (1)
5. Мексико (1)
6. Мозамбик (1)
7. Тунис (1)
8. Украјина (1)
9. Шпанија (2)

## Рекорди пре почетка такмичења
(стање 8. септембра 2016.)
| Рекорди пре почетка Параолимпијских игара 2016.     | Рекорди пре почетка Параолимпијских игара 2016. | Рекорди пре почетка Параолимпијских игара 2016. | Рекорди пре почетка Параолимпијских игара 2016. | Рекорди пре почетка Параолимпијских игара 2016. | Рекорди пре почетка Параолимпијских игара 2016. |
| --------------------------------------------------- | ----------------------------------------------- | ----------------------------------------------- | ----------------------------------------------- | ----------------------------------------------- | ----------------------------------------------- |
| Светски рекорд                                      | 53,05                                           | Омара Дуранд                                    | Куба                                            | Доха, Катар                                     | 23. октобар 2015.                               |
| Параолимпијски рекорд                               | 53,67                                           | Асиа Ел Ханоуни                                 | Француска                                       | Атина, Уједињено Краљевство                     | 27. септембар 2004.                             |
| Рекорди после завршених Параолимпијских игара 2016. |                                                 |                                                 |                                                 |                                                 |                                                 |
| Светски рекорд                                      | 53,05                                           | Омара Дуранд                                    | Куба                                            | Рио де Жанеиро, Бразил                          | 15. септембар 2016.                             |
| Параолимпијски рекорд                               | 53,05                                           | Омара Дуранд                                    | Куба                                            | Рио де Жанеиро, Бразил                          | 15. септембар 2016.                             |
| Светски рекорд                                      | 51,77                                           | Омара Дуранд                                    | Куба                                            | Рио де Жанеиро, Бразил                          | 17. септембар 2016.                             |
| Параолимпијски рекорд                               | 51,77                                           | Омара Дуранд                                    | Куба                                            | Рио де Жанеиро, Бразил                          | 17. септембар 2016.                             |

## Сатница
| Датум               | Време | Ниво               |
| ------------------- | ----- | ------------------ |
| 15. септембар 2016. | 11:03 | Квалификације (Г1) |
| 15. септембар 2016. | 11:09 | Квалификације (Г2) |
| 15. септембар 2016. | 11:15 | Квалификације (Г3) |
| 17. септембар 2016. | 18:25 | Финале             |

Сва времена су по локалном времену (UTC+3)

## Освајачи медаља
|                     |                            |                            |
| Омара Дуранд · Куба | Оксана Ботурчук · Украјина | Едмилса Говерно · Мозамбик |

## Резултати

### Квалификације
Квалификације су одржане 15.9.2016. годину у 11:03, 11:09 и 11:15. Такмичарке су биле подељене у три групе. У финале су се пласирале првопласиране такмичарке из сваке групе и 1 на основу резултата.,,
| Пласман | Група | Атлетичарка                         | Земља      | Класа | ЛР      | ЛРС     | Резултат | Белешка           |
| ------- | ----- | ----------------------------------- | ---------- | ----- | ------- | ------- | -------- | ----------------- |
| 1.      | 2     | Омара Дуранд                        | Куба       | Т12   | 53,05   |         | 52,90    | КВ,СР, ПР, РР, ЛР |
| 2.      | 3     | Оксана Ботурчук                     | Украјина   | Т12   | 54,92   |         | 54,47    | КВ, ЛР            |
| 3.      | 3     | Едмилса Говерно                     | Мозамбик   | Т12   | 58,68   |         | 54,94    | кв, РР, ЛР        |
| 4.      | 2     | Јелена Чебану                       | Азербејџан | Т12   | 58,17   | 58,17   | 56,53    | ЛР                |
| 5.      | 1     | Мелани Бергес Гамез                 | Шпанија    | Т12   | 58,09   | 58,09   | 57,52    | КВ, ЛР            |
| 6.      | 1     | Наја Чоуаја                         | Тунис      | Т12   | 1:00,97 | 1:02,71 | 59,40    | ЛР                |
| 7.      | 2     | Greilyz Villarroel                  | Венецуела  | Т12   | 59,65   | 59,65   | 59,71    |                   |
| 8.      | 1     | Изаскун Осес Ајукар                 | Шпанија    | Т12   | 59,83   | 59,83   | 59,80    |                   |
| 9.      | 1     | Данијела Еугенија Веласко Малдонадо | Мексико    | Т12   | 58,33   | 1:02,45 | 1:01,99  | ЛРС               |
|         | 2     | Бефилиа Буја                        | Ангола     | Т12   | 1:02,36 | 1:02,36 | НС       |                   |
|         | 3     | Лорена Салватини Споладоре          | Бразил     | Т12   | 58,93   | 58,93   | Диск.    | чл. 17.8          |

### Финале
Финале је одржано 17.9.2016. годину у 18:25.,,
| Пласман | Атлетичарка         | Земља    | Класа | Резултат | Белешка    |
| ------- | ------------------- | -------- | ----- | -------- | ---------- |
|         | Омара Дуранд        | Куба     | Т12   | 51,77    | СР, ПР, ЛР |
|         | Оксана Ботурчук     | Украјина | Т12   | 53,14    | РР, ЛР     |
|         | Едмилса Говерно     | Мозамбик | Т12   | 53,89    | РР, ЛР     |
| 4.      | Мелани Бергес Гамез | Шпанија  | Т12   | 57,66    |            |